# Povina
Povina (in ungherese Gerebes) è un comune della Slovacchia facente parte del distretto di Kysucké Nové Mesto, nella regione di Žilina.